# YUKINARI (DA PUMP)
YUKINARI（ユキナリ、1978年11月5日 - ）は、男性ボーカル&ダンスグループDA PUMPの元メンバー、実業家である。愛称はゆっきょん、ゆき坊。
沖縄県那覇市出身。身長169cm。血液型はO型。ダンス、ラップ、コーラス担当。活動当時の所属事務所はライジングプロダクション。那覇市立城北中学校卒業。

## 来歴
1992年、中学1年生で沖縄アクターズスクールに入学する。1996年、奥本健と「KEN＆YUKINARI」を結成。
1997年、DA PUMPのメンバーとして『Feelin' Good -It's PARADISE-』でCDデビューを果たす。
2004年2月に西田夏と入籍し、10月に第1子女児が誕生。2007年12月に離婚調停中であると報じられ、その後2010年4月に離婚。
2008年12月17日付でDA PUMP脱退を発表。2009年12月26日から公式ブログ「YUKINARI–BLOG–NJS PRO」を開設。
2010年、同じDA PUMPのメンバーだったKENや沖縄アクターズスクール出身のAIとともにヒップホップパフォーマンスユニット「琉-UNIT」を結成。
2015年12月11日、自身が経営する店「CLOUD NINE OKINAWA」を地元である沖縄県那覇市にオープンした。
2016年10月8日、スパニチ！！『開運！運命のトビラ』に出演。グループ脱退後、約8年ぶりにテレビ出演した。
2018年9月、RIZAPのCMに出演し、5カ月の努力の末に体重84.5kgから66.4kgのダイエットに成功した姿をビフォーアフターで披露した。同年10月24日に「ナカイの窓」に出演した。
2020年、沖縄県那覇市にお祭りエンターテイメント「Club Festa Okinawa」をオープンしたが、コロナの影響をうけ2021年に閉鎖した。
2021年5月15日、沖縄県豊見城市に「新潟ラーメンなおじ沖縄一号店」をオープンしたが 、2023年7月に他社へ譲渡した。

## 人物
得意なダンスジャンルはヒップホップ。好きな女性のタイプは鈴木杏樹。飼ってるペットは、フェレット（イタチ）で名前はタイチ。
小学生の頃は野球少年であり、地元で「城北スワローズ」というチームに所属して活躍していたが、不登校だった中学生の頃、何もすることがなく面白いことがしたくて友人に誘われダンスを始め、養成所に通うようになった。

## 出演

### テレビドラマ
- ちゅらさん2（2003年、NHK）- 平良

### 映画
- アンドロメディア（1998年、松竹）- カズマ
- ドリームメーカー（1999年、東映） - 山岸

### その他のテレビ番組
- 美しき青木・ド・ナウ（2008年、テレビ朝日）
- スーパーチャンプル（2008年8月21日 - 12月18日、日本テレビ）
- スパニチ！！『開運！運命のトビラ』（2016年10月8日、TBS）
- 友だち+プラス（2017年7月25日、TBS）
- ナカイの窓（2018年10月24日、日本テレビ）

### CM
- RIZAP （2018年） [5]

## 書籍

### 写真集
- ユキナリ日和（2003年8月8日）- YUKINARI写真集 ISBN 4-391-12831-4